# 孔雀鯙
孔雀鯙，又稱孔雀海鱔，為輻鰭魚綱鰻鱺目鯙亞目鯙科的其中一種，分布於西大西洋區，從巴西東北部至中洋脊海域，棲息深度2-60公尺，體長可達51.2公分，為底棲性魚類，生活在礁石區，屬肉食性，生活習性不明。

## 擴展閱讀
維基物種上的相關：孔雀鯙